# Domingo Sapelli

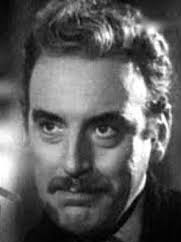
Domingo Sapelli Actor de origen uruguayo nacido en 1865

Domingo Sapelli fue un actor de teatro, radio y cine que nació en Uruguay en 1895 y falleció en 1961 en Argentina luego de una extensa carrera artística en este país.

## Trayectoria profesional
Estudió en la Escuela de Arte Dramático de Montevideo y tuvo como maestro a Orestes Caviglia. Trabajó desde muy joven en el Teatro Solís de aquella ciudad y, más adelante, se radicó en Buenos Aires. En esta ciudad actuó en diversas compañías teatrales, entre ellas las encabezadas por Blanca Podestá y Enrique Arellano y posteriormente llegó a protagonizar obras de temas camperos. Paralelamente desarrolló actividad en radioteatros.
En el cine comenzó con papeles ligados a lo criollo, comenzando con su primera película, El linyera, dirigido por Enrique Larreta en (1933) y a continuación Bajo la santa Federación (1934), Monte criollo (1935), Santos Vega (1936), Juan Moreira (1936) y 
Lo que le pasó a Reynoso (1937). Desde mediados de la década de 1940 encarnó algunos personajes duros, generalmente policías pero a veces también delincuentes, en filmes como Morir en su ley (1949), Caídos en el infierno (1954) y El hombre que debía una muerte (1955). Se le recuerda por su excelente voz y un fuerte temperamento dramático; en uno de sus mejores actuaciones encarnó el abuelo en La edad del amor (1954).

## Filmografía
- El crack   (1960)
- Simiente humana   (1959)
- La bestia humana  (1957) ….Jefe ferroviario
- Que me toquen las golondrinas o La despedida  (1957)
- El último perro   (1956) .... Don Facundo
- La muerte flota en el río   (1956) …Comisario
- Marianela   (1955)
- El barro humano   (1955) ….Presidente del Tribunal
- El hombre que debía una muerte   (1955)…Roque Fontán
- Caídos en el infierno (1954) ...Inspector Nielsen
- La edad del amor   (1954)
- Torrente indiano   (1954)
- Una ventana a la vida   (1953)
- Acorralada   (1953)…Raúl Amenábar
- Intermezzo criminal   (1953) …Comisario Barroso
- La casa grande   (1953)
- Ellos nos hicieron así   (1952)
- Sombras en la frontera   (1951)…Comandante
- Pasaporte a Río   (1950) ….Sr. Sumarán
- Surcos de sangre   (1950)
- Don Fulgencio (El hombre que no tuvo infancia)   (1950)
- Fangio, el demonio de las pistas   (1950)
- Edición Extra   (1949) …Diputado Méndez
- Morir en su ley   (1949) .... Andrés Torres
- Mujeres que bailan   (1949) …Márquez
- Un tropezón cualquiera da en la vida   (1949)…Leandro
- Juan Moreira  (1948)
- Mis cinco hijos   (1948)
- Tierras hechizadas   (1948)
- A sangre fría  (1947) …Dr. Morel
- Rosa de América   (1946)
- María Rosa   (1946)…Juan Antonio
- Pampa bárbara   (1945)
- Centauros del pasado   (1944)
- Oro en la mano   (1943)
- Volver a vivir   (1941)
- La carga de los valientes   (1940)
- El hijo del barrio   (1940)
- Atorrante (La venganza de la tierra)   (1939)
- Nativa  (1939)
- Los caranchos de la Florida   (1938)
- El escuadrón azul   (1938)
- Lo que le pasó a Reynoso  (1937) ….Don Cosme
- Juan Moreira  (1936)
- Santos Vega  (1936)
- Monte criollo (1935) …Mendieta
- El alma del bandoneón   (1935)
- Bajo la santa Federación   (1934)
- El linyera   (1933)